# Patranque
La patranque ou patrenque est une spécialité culinaire rurale traditionnelle du Nord Cantal, dans le Massif central, à base de pain, de tome fraîche et d'ail d'Auvergne. Cette spécialité ne doit pas être confondue avec la truffade cantalienne ou avec l'aligot et le retortillat d'origine aubracienne, proches parents à base de pommes de terre et de tome fraîche apparus à la suite de la généralisation de ce tubercule au XIXe siècle.

## Histoire
Les bergers du Cantal travaillant l'été dans les burons se nourrissaient, entre autres, de pommes de terre, faciles à conserver dont la culture se répand partout en France au cours du XIXe siècle. Il ne fallut probablement pas longtemps avant que l'un d'entre eux eût l'idée de les accompagner de la tomme des fromages qu'ils fabriquaient.
Cependant, la patranque, ancêtre de la truffade et de l’aligot, semble remonter à avant l’apparition de la pomme de terre en Auvergne.

## Préparation
Ce mets est l'exemple parfait du plat rustique.
Le plat est à base de pain dont la mie est émiettée grossièrement, de préférence rassis, pouvant être de seigle ou de froment. Il est ensuite trempé dans du lait ou du bouillon tandis que la tome fraîche de cantal ou de salers doit être détaillée finement. Après essorage, cette préparation est travaillée à la poêle avec du beurre. On ajoute ensuite le fromage progressivement, sans cesser de remuer ; et poursuivre jusqu'à ce que le fromage se mette à filer. À mi-cuisson, la patranque peut être retournée comme une grosse galette pour dorer l'autre face. On peut y ajouter des oignons, de l'ail, du poivre ou une persillade ; et enfin répartir la patranque sur des assiettes chaudes.

## Variantes
La patranque est parfois confectionnée avec un mélange de tome fraîche et de cantal jeune ou exclusivement avec du cantal jeune.
Le welsh est aussi à base de pain et de fromage et est apprécié dans le Nord de la France et en Belgique. Cette fois-ci c'est du cheddar qui est utilisé, le pain n'est pas forcément émietté, du jambon est souvent ajouté dans la préparation et surtout de la bière, et même un œuf au plat par dessus.
La croûte savoyarde est la version montagnarde, avec des tranches de pain, du vin blanc, du beaufort, de la crème et de la poitrine fumée.